# Бос (Бад-Кройцнах)
Бос (нім. Boos) — громада в Німеччині, розташована в землі Рейнланд-Пфальц. Входить до складу району Бад-Кройцнах. Складова частина об'єднання громад Рюдесгайм.
Площа — 1,11 км2. Населення становить 371 ос. (станом на 31 грудня 2020).

## Галерея

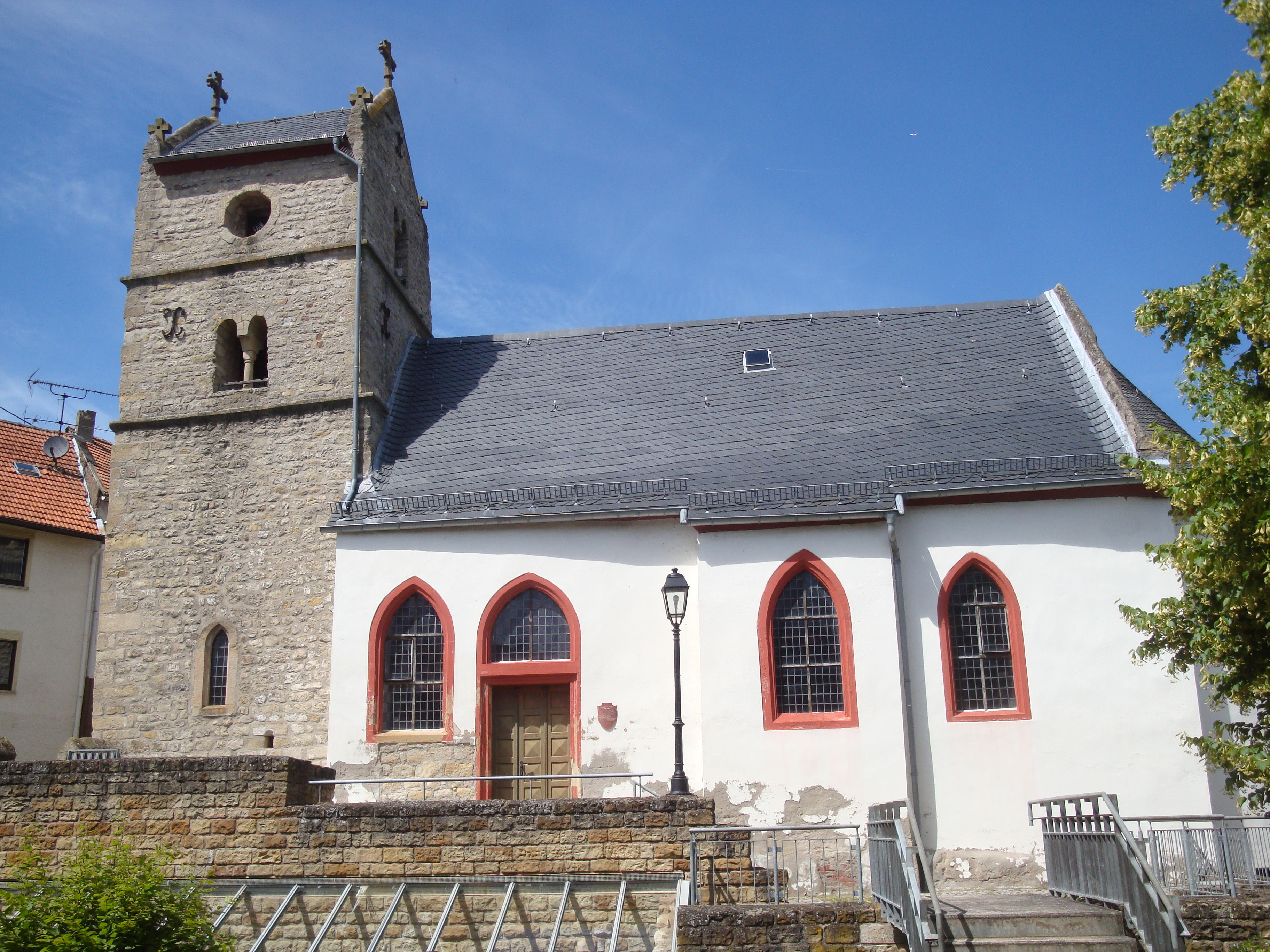